# Masiphya brasiliana
Masiphya brasiliana är en tvåvingeart som beskrevs av Brauer och Julius Edler von Bergenstamm 1891. Masiphya brasiliana ingår i släktet Masiphya och familjen parasitflugor. Inga underarter finns listade i Catalogue of Life.